# Anthony Newley
Anthony George Newley (Londres, 24 de setembro de 1931 — Jensen Beach, 14 de abril de 1999) foi um ator, cantor e compositor britânico. Alcançou o sucesso em campos diversos como o rock & roll, teatro e cinema. Emplacou duas de suas gravações, "Why" e "Do You Mind?" no primeiro lugar da UK Singles Chart em 1960, vencendo também o Grammy de "Canção do Ano" por "What Kind of Fool Am I?" em 1963.
Morreu em 1999 vítima de câncer nos rins.

## Discografia

### Singles
- 1959 "I've Waited So Long" / "Sat'day Night Rock-A-Boogie" (Decca F11127)
- 1959 "Idol On Parade" / "Idol Rock-A-Boogie" (Decca)
- 1959 "Personality" / "My Blue Angel" (Decca F11142)
- 1959 "Someone To Love" / "It's All Over" (Decca F11163)
- 1960 "Why" / "Anything You Wanna Do" (Decca F11194)
- 1960 "Do You Mind?" / "Girls Were Made To Love And Kiss" (Decca F11220)
- 1960 "If She Should Come To You" / "Lifetime Of Happiness" (Decca F11254)
- 1960 "Strawberry Fair" / "A Boy Without A Girl" (Decca F11295)
- 1961 "And The Heavens Cried" / "Lonely Boy And Pretty Girl" (Decca F11331)
- 1961 "Pop Goes The Weasel" / "Bee Bom" (Decca F11362)
- 1961 "What Kind of Fool Am I?" / "Once In A Lifetime (Decca F11376)
- 1962 "D-Darling" / "I'll Walk Beside You" (Decca F11419)
- 1962 "That Noise" / "The Little Golden Clown" (Decca F11486)
- 1963 "There's No Such Thing As Love" / "She's Just Another Girl" (Decca)
- 1963 "The Father Of Girls" / "I Love Everything About You" (Decca)
- 1964 "Tribute/ Lament To A Hero (Decca)
- 1966 "Why Can't You Try To Didgeridoo/ Is There A Way Back To Your Arms" (RCA RCA1518; RCA 47-8785)
- 1966 "Moogies Bloogies" (gravado com Delia Derbyshire) [Unreleased Demo]
- 1967 "Something In Your Smile" / "I Think I Like You" (RCA RCA1637)
- 1968 "I'm All I Need" / "When You Gotta Go" (MCA MU1061)
- 1968 "Sweet November" (Warner Bros. Records 7174)

### EPs
- 1959 Idol On Parade (Decca DFE6566)

1. "I've Waited So Long"
2. "Idol Rock-a-boogie"
3. "Idol On Parade"
4. "Sat'day Night Rock-a-boogie"

- 1960 Tony's Hits (Decca DFE6629)

1. "Why"
2. "Anything You Wanna Do"
3. "Personality"
4. "My Blue Angel"

- 1960 More Hits From Tony (Decca DFE6655)

1. "If She Should Come To You"
2. "Girls Were Made To Love And Kiss"
3. "Do You Mind"
4. "Lifetime Of Happiness"

- 1961 This Time The Dream's On Me (Decca DFE6687)

1. "Gone With The Wind"
2. "This Time The Dream's On Me"
3. "It's The Talk Of The Town"
4. "What's The Good About Goodbye?"

### Álbuns

#### Estúdio
- 1955 Cranks (HMV CLP1082)
- 1960 Love is a Now & Then Thing (Decca LK4343; London LL3156)
- 1961 Tony (Decca LK4406; London PS244)
- 1964 In My Solitude (Decca LK4600, RCA Victor LSP2925)
- 1965 Who Can I Turn to? (RCA Victor LSP3347 [Mono]; RCA Victor LSP3347 [Stereo])
- 1966 Who Can I Turn to? (RCA Victor 7737 [Mono]; RCA Victor 7737 [Stereo])
- 1966 Newley Delivered (Decca LK4654)
- 1966 Newley Recorded (RCA Victor RD7873; RCA Victor LSP3614)
- 1966 The Genius of Anthony Newley (London PS361)
- 1967 Anthony Newley Sings Songs from Doctor Doolittle (RCA Victor LSP3839)
- 1969 The Romantic World of Anthony Newley (Decca SPA45)
- 1970 For You (Bell Records 1101)
- 1971 Pure Imagination (MGM SE4781)
- 1972 Ain't It Funny (MGM/Verve MV5096)
- 1977 The Singers and His Songs (United Artists LA718-G)
- 1985 Mr Personality (Decca Tab 84)
- 1992 Too Much Woman (BBI (CD); GNP/Crescendo 2243)

#### Coletâneas
- 1962 This Is Tony Newley (London LL362)
- 1963 Peak Performances (London LL3283)
- 1969 The Best of Anthony Newley (RCA Victor LSP4163)
- 1990 Anthony Newley's Greatest Hits (Deram 820 694)
- 1990 Greatest Hits (Decca)
- 1995 The Best of Anthony Newley (GNP Crescendo)
- 1996 The Very Best of Anthony Newley (Carlton 30364 00122)
- 1997 The Very Best of Anthony Newley (Spectrum Music 552 090-2)
- 1997 Once in a Lifetime: The Collection (Razor & Tie RE 2145-2)
- 2000 A Wonderful Day Like Today (Camden)
- 2000 On a Wonderful Day Like Today: The Anthony Newley Collection (BMG 74321 752592)
- 2000 Decca Years 1959-1964 (Decca 466 918-2)
- 2001 Best of Anthony Newley (Decca)
- 2002 What Kind of Fool Am I? (Armoury)
- 2002 Remembering Anthony Newley: The Music, the Life, the Legend (Prism Leisure)
- 2003 Stop the World! (Blitz)
- 2004 Love Is a Now and Then Thing/In My Solitude (Vocalion)
- 2004 Pure Imagination/Ain't It Funny (Edsel)
- 2005 The Magic of Anthony Newley (Kala)
- 2006 Anthology (Universal/Spectrum)
- 2006 Anthony Newley Collection (Universal/Spectrum)
- 2006 Newley Delivered (Dutton Vocalion
- 2007 Best of Anthony Newley (Sony)
- 2007 Best of Anthony Newley (Camden)
- 2010 Newley Discovered (Stage Door Records)

## Filmografia
- Dusty Bates (1947)
- Vice Versa (1948)
- Oliver Twist (1948)
- The Guinea Pig (1948)
- The Little Ballerina (1948)
- Vote for Huggett (1949)
- A Boy, a Girl and a Bike (1949)
- Don't Ever Leave Me (1949)
- Highly Dangerous (1950)
- Those People Next Door (1952)
- Top of the Form (1953)
- The Blue Peter (1954)
- Up to His Neck (1954)
- Above Us the Waves (1955)
- The Cockleshell Heroes (1955)
- Port Afrique (1956)
- The Last Man to Hang? (1956)
- X the Unknown (1956)
- The Good Companions (1957)
- Fire Down Below (1957)
- How to Murder a Rich Uncle (1957)
- High Flight (1957)
- The Man Inside (1958)
- No Time to Die (1958)
- The Heart of a Man (1959)
- The Lady Is a Square (1959)
- Killers of Kilimanjaro (1959)
- The Bandit of Zhobe (1959)
- Idle on Parade (1959)
- In the Nick (1960)
- Let's Get Married (1960)
- Jazz Boat (1960)
- The Small World of Sammy Lee (1963)
- Doctor Dolittle (1967)
- Sweet November
- Can Hieronymus Merkin Ever Forget Mercy Humppe and Find True Happiness? (1969)
- Summertree (1971) - como diretor
- The Old Curiosity Shop (1975)
- It Seemed Like a Good Idea at the Time (1975)
- Alice in Wonderland (1985)
- The Garbage Pail Kids Movie (1987)
- Coins in the Fountain (1990)
- Boris and Natasha: The Movie (1992)